# Lázara Mercedes López Acea
Lázara Mercedes López Acea (* 1. September 1964) ist eine kubanische Politikerin der Kommunistischen Partei Kubas (PCC), die unter anderem von 2009 bis 2018 Erste Sekretärin des Provinzkomitees des PCC von Havanna sowie zwischen 2013 und 2018 Vizepräsidentin des Staatsrates war.

## Leben
Lázara Mercedes López Acea absolvierte ein Studium der Forstwissenschaft an der Universität „Hermanos Saíz“ in Pinar del Río, welches sie als Forstingenieurin abschloss. Während des Studiums engagierte sie sich als Organisationssekretärin des Komitees des Kommunistischen Jugendverbandes UJC (Unión de Jóvenes Comunistas) der Universität. Nach Abschluss des Studiums war sie zunächst Forstingenieurin im Forstamt von Aguada de Pasajeros, Leiterin der Abteilung Forstwirtschaft und Saatgut des Forstamtes von Cienfuegos sowie Leiterin des Staatlichen Forstdienstes der Delegation des Landwirtschaftsministeriums in der Provinz Cienfuegos. Daneben engagierte sie sich auch in der Gewerkschaftsarbeit und war Mitglied des Sekretariats der Konföderation kubanischer Arbeiter CTC (Central de Trabajadores de Cuba) in Aguada de Pasajeros und Mitglied des Provinzsekretariats der Union der Land- und Forstarbeiter STAF (Sindicato de Trabajadores Agropecuarios y Forestales) in der Provinz Cienfuegos. Im Anschluss wurde sie hauptberufliche Mitarbeiterin der PCC in der Provinz Cienfuegos, und zwar zunächst als Mitglied des städtischen Exekutivbüros der PCC in Cruces, Erste Sekretärin des Stadtkomitees der PCC in Abreus sowie Mitglied des Exekutivbüros und bis 2009 Erste Sekretärin des Provinzkomitees der PCC der Provinz Cienfuegos.
Auf dem V. Parteitag (8. bis 10. Oktober 1997) wurde Mercedes López Acea, die auch ein postgraduales Studium der Fachrichtung Nationale Verteidigung absolvierte, erstmals zum Mitglied der Zentralkomitees (ZK) der PCC gewählt und gehört diesem Gremium seither an. 2008 wurde sie ferner Abgeordnete der Nationalversammlung der Volksmacht ANPP (Asamblea Nacional del Poder Popular) und vertrat in dieser bis 2023 einen der Wahlkreise von Playa in der Provinz Havanna. 2009 übernahm sie von Pedro Saez Montejo den Posten als Erste Sekretärin des Provinzkomitees der PCC in der Provinz Havanna und bekleidete diese Funktion bis zum 19. April 2013, woraufhin Luis Antonio Torres Iribar ihre Nachfolge antrat. Auf dem VI. Parteitag (16. bis 19. April 2011) wurde sie außerdem Mitglied des Politbüros des ZK der Kommunistischen Partei Kubas und gehörte diesem obersten Führungsgremium der Partei nach ihrer Bestätigung auf dem VII. Parteitag (16. bis 19. April 2016) zehn Jahre lang bis zum VIII. Parteitag (16. bis 19. April 2021) an. Am 24. Februar 2013 wurde sie des Weiteren Vizepräsidentin des Staatsrates (Consejo de Estado) und verblieb in dieser Funktion bis zum 19. April 2018. 
Nach Beendigung ihrer Tätigkeit als Erste Sekretärin des Parteikomitees von Havanna wurde Mercedes López Acea am 19. April 2018 Mitglied des Sekretariats des ZK und gehörte diesem Parteigremium bis zum VIII. Parteitag im April 2021 an. Nach dem VIII. Parteitag im April 2021 schied sie aus Politbüro und Sekretariat des ZK aus und fungierte zunächst als Erste stellvertretende Ministerin für Lebensmittelindustrie und erläuterte in einer Parlamentsdebatte am 14. März 2023 mit der Situation der Einhaltung der Produkte des sogenannten Geregelten Familienwarenkorbes (Canasta Familiar Normada), ein Thema, das für die Bevölkerung Kubas von großem Interesse ist. Im Oktober 2024 wurde sie Leiterin des neu geschaffenen Nationalen Instituts nichtstaatlicher Wirtschaftsakteure INAENE (Instituto Nacional de Actores Económicos No Estatales), das für die Aufsicht über Kleinstunternehmen, kleine und mittlere Unternehmen MIPYMES (micro, pequeñas y medianas empresas), Selbstständige TCP (Trabajadores por cuenta propia) und nichtlandwirtschaftliche Genossenschaften CNA (Cooperativas no agropecuarias) zuständig und direkt dem Ministerrat Kubas unterstellt ist, weshalb sie ausschließlich dem Premierminister Manuel Marrero Cruz und dem Präsidenten Miguel Díaz-Canel gegenüber berichtspflichtig ist.